# Chronische Mittelohrentzündung
Unter den Begriff chronische Mittelohrentzündung (chronische Otitis media) fallen zwei chronische Erkrankungen des Mittelohres, die chronische Schleimhauteiterung und die chronische Knocheneiterung. Beide Erkrankungen gehen mit wiederkehrenden oder lang andauernden (chronischen) Entzündungen des Mittelohres mit bleibender Trommelfellperforation und eitrigem Ausfluss einher, davon abgesehen haben sie aber nur wenig miteinander gemein.
- Bei der chronischen Schleimhauteiterung (Otitis media chronica mesotympanalis, chronisch suppurative Otitis media), chronische mesotympanale Otitis betrifft die Entzündung nur die Schleimhaut des Mittelohres, Knochen wird dabei mit Ausnahme des langen Ambossschenkels nicht angegriffen. Die Trommelfellperforation liegt bei der chronischen Schleimhauteiterung im straffen Teil des Trommelfelles (Pars tensa), am Rand bleibt immer ein Trommelfellsaum erhalten. Diese Perforation wird deshalb als zentrale Perforation bezeichnet. Die Perforation kann klein und rund sein, größere Perforationen sind nierenförmig, weil der Bereich des Hammergriffes ausgespart bleibt. Fehlt fast das ganze Trommelfell, spricht man von einem Subtotaldefekt. Die Sekretion ist bei der chronischen Schleimhauteiterung fadenziehend, schleimig oder schleimig-eitrig und geruchlos.

- Die chronische Knocheneiterung, chronische epitympanale Otitis media wird durch ein Cholesteatom verursacht. Die Trommelfellperforation wird beim Cholesteatom meist durch sackartig vom Trommelfell ins Mittelohr einwachsendes verhornendes Epithel nur vorgetäuscht. Diese Perforation ist randständig, sie reicht bis zum knöchernen Rand des Trommelfelles, ein Trommelfellsaum ist nicht vorhanden. Besonders häufig besteht die Perforation im obersten, dünnen Teil des Trommelfelles, der Pars flaccida. Die Sekretion bei der chronischen Knocheneiterung ist rahmig-gelb und widerwärtig stinkend (fötid). Bei der chronischen Knocheneiterung können Gehörknöchelchen und der an das Mittelohr grenzende Knochen zerstört werden und es können schwere, auch lebensbedrohende Komplikationen auftreten.

Für beide Formen der chronischen Mittelohrentzündung ist die Ursache nicht eindeutig geklärt. Häufige  akute Mittelohrentzündungen in der Kindheit, chronische Fehlfunktion der Eustachischen Röhre, genetische Faktoren sowie die Art der bakteriellen Besiedlung werden als Ursache angenommen.
Beide Formen der chronischen Mittelohrentzündung heilen nicht spontan aus. Die chronische Schleimhauteiterung ist in der Regel ungefährlich und kann jahrelang inaktiv sein. Ein operativer Verschluss des Trommelfelles kann die Erkrankung beenden. Die chronische Knocheneiterung stellt wegen der Möglichkeit gefährlicher Komplikationen eine eindeutige (absolute) Operationsindikation dar. 